# NetHack
NetHack ist ein Rogue-ähnliches Computer-Rollenspiel, das 1987 erstmals veröffentlicht wurde.
Das Spiel wurde ursprünglich auf Englisch veröffentlicht. Sprachlich lokalisierte Versionen gibt es (in unterschiedlichen Entwicklungsstadien) auf Deutsch, Japanisch und Spanisch.
Das Spiel wird unter der Nethack General Public Licence, einer Variante der GPL, veröffentlicht. NetHack ist somit freie Software.

## Allgemeines
NetHack ist eine Weiterentwicklung eines älteren Spiels namens Hack (1984), das inhaltlich auf Rogue (1980) basiert.
Das Spiel verdankt seinen Namen NetHack der Tatsache, dass es von einer Entwicklergruppe geschaffen wurde, die über das Netz kommunizierte. NetHack wurde ursprünglich mit einer auf ASCII-Zeichen basierenden Oberfläche gespielt. So war es möglich, bereits auf einem CP/M-Computer mit monochromem Bildschirm zu spielen, nachdem über ein 2400-Baud-Modem eine Verbindung zu einem Server hergestellt war, auf dem Nethack installiert war. Heute wird für das Humor-Comic-Rollenspiel die ansprechende Grafik-Spielform (tiles) von den meisten Spielern bevorzugt. Nethack wurde auf viele verschiedene Betriebssysteme portiert.
Trotz der Möglichkeit, Nethack auch über Telnet oder grafisch per Web-Browser online zu spielen, ist es ein reines Einzelspieler-Spiel. Ein Mehrspielermodus ist nicht implementiert. Es gehört indes zum Spielkonzept, dass man ab und zu auf die Geister (ghosts) eines in einem vorherigen Spiel gestorbenen Charakters und deren Schätze stolpert, die der andere Spieler bis zum Tod der Spielfigur gesammelt hatte.
Ziel des Spiels ist es, das Amulet of Yendor, das vom bösen Gott Moloch geraubt worden ist, in den Tiefen eines Dungeons zu finden und damit wieder lebend aus den Tiefen zu entkommen. Der Dungeon besteht aus mindestens vierzig in der überwiegenden Mehrheit zufällig generierten Ebenen voller Monster-Begegnungen, nützlichen sowie magischen Gegenständen und Labyrinth-Rätseln. Die Monster stammen teils aus der realen Welt (z. B. Wolf, Jaguar, Eidechse), teil aus Mythologien (z. B. Drache, Zentaur), teils aus Romanen (z. B. Figuren in Tolkiens Welt wie Ork oder Nazgul).

“After the Creation, the cruel god Moloch rebelled against the authority of Marduk the Creator. Moloch stole from Marduk the most powerful of all the artifacts of the gods, the Amulet of Yendor, and he hid it in the dark cavities of Gehennom, the Under World, where he now lurks, and bides his time.”

„Nach Vollendung der Schöpfung rebellierte der grausame Gott Moloch gegen die Vormacht von Marduk dem Schöpfer. Moloch entwendete Marduk das mächtigste aller Artefakte der Götter, das Amulett von Yendor, und verbarg es in den finsteren Kavernen von Gehennom, der Unterwelt, wo er seitdem sein Unwesen treibt.“

Die Spielfigur ist zu Beginn des Spieles in Begleitung eines mit Namen versehenen kämpferisch effektiven Haustieres, entweder einer Katze oder eines Hundes; ein Ritter (Knight) wird von einem gesattelten Reitpferd begleitet. Im Spielverlauf können weitere Monster gezähmt werden, manche durch füttern, manche durch Magie. Diese zahmen Monster sind sehr nützlich: Sie sind nicht nur im Kampf eine große Hilfe, sie geben ebenfalls Hinweise auf verfluchte (cursed) Gegenstände und helfen beim Entwenden von teuren Objekten aus den seltenen Läden.
Nethack ist jedoch keins der üblichen Echtzeit-Hack-and-Slay-Spiele, sondern ist rundenbasiert: der Spieler macht einen Zug, dann jeweils die Monster, und danach kann der Spieler wieder seinen nächsten Zug bedenken.
Der satirische Humor, die Bandbreite und Spieltiefe von NetHack sind groß: Hunderte einzelne Gegenstände, Situationen und Monster ermöglichen manchmal weitreichende Interaktionen mit der Spielwelt. Mit einer Spitzhacke oder einem Dig-Zauberstab kann man neue Gänge graben, mit habgierigen, diebischen Nymphen und Leprechauns muss man klarkommen, mit Succubi gibt es Erotik, Geheimtüren muss man finden und verschlossene Schatztruhen und Türen muss man irgendwie aufkriegen.
Es gibt eine Redensart, der zufolge das Entwicklerteam, DevTeam genannt, buchstäblich an alles denkt („the DevTeam thinks of everything“) – Jede mögliche Handlungsweise der Spielfigur sollte das DevTeam bereits mit einer angemessenen Reaktion berücksichtigt haben.
Versucht man beispielsweise einen Zaubertrank in sich selbst zu tauchen, so erhält man folgende Nachricht:

“That is a potion bottle, not a Klein bottle!”

„Dieses ist eine Trank-Flasche, keine Kleinsche Flasche!“

Ein weiteres Beispiel ist, wenn die Spielfigur zu viele Dinge bei sich trägt und daher überladen (burdened) ist: Der Versuch, in diesem Zustand eine Treppe hinunter zu gehen, endet mit dieser Rückmeldung:

“You fall down the stairs.”

„Du fällst die Treppe hinunter.“

Monster aus den verschiedensten Bereichen sind integriert – von Medusa bis zu Hobbits und sogar aus der Quantenmechanik: Beim Öffnen einer Kiste kann es vorkommen, dass sich darin Schrödingers Katze befindet – tot oder lebendig.
Bugs, Hilfestellungen, lustige oder bemerkenswerte Spielsituationen und Ideen für zukünftige Versionen des Spiels werden im Usenet in der newsgroup rec.games.roguelike.nethack diskutiert.
Des Weiteren gibt es einige Websites, die sogenannte Spoiler sammeln. Hierbei handelt es sich um Anleitungen, Hilfestellungen oder Referenzen, die den Spieler „spoilen“, also eventuell den Spielspaß verderben können, da sie Informationen enthalten, die er auch selbst beim Spielen hätte herausfinden können. Es existiert auch ein Programm, das aus dem NetHack-Quelltext automatisch solche Spoiler erzeugt.

### Spielbare Klassen
Dem Spieler stehen insgesamt 13 Rollen, 5 Rassen und 3 Gesinnungen zur Auswahl. Folgende Kombinationen sind möglich:
|              | Rechtschaffen | Rechtschaffen | Neutral | Neutral | Chaotisch | Chaotisch | Chaotisch |
| Rollen       | Mensch        | Zwerg         | Mensch  | Gnom    | Mensch    | Elf       | Ork       |
| ------------ | ------------- | ------------- | ------- | ------- | --------- | --------- | --------- |
| Archäologe   | Ja            | Ja            | Ja      | Ja      | Nein      | Nein      | Nein      |
| Barbar       | Nein          | Nein          | Ja      | Nein    | Ja        | Nein      | Ja        |
| Höhlenmensch | Ja            | Ja            | Ja      | Ja      | Nein      | Nein      | Nein      |
| Heiler       | Nein          | Nein          | Ja      | Ja      | Nein      | Nein      | Nein      |
| Ritter       | Ja            | Nein          | Nein    | Nein    | Nein      | Nein      | Nein      |
| Mönch        | Ja            | Nein          | Ja      | Nein    | Ja        | Nein      | Nein      |
| Priester     | Ja            | Nein          | Ja      | Nein    | Ja        | Ja        | Nein      |
| Waldläufer   | Nein          | Nein          | Ja      | Ja      | Ja        | Ja        | Ja        |
| Schurke      | Nein          | Nein          | Nein    | Nein    | Ja        | Nein      | Ja        |
| Samurai      | Ja            | Nein          | Nein    | Nein    | Nein      | Nein      | Nein      |
| Tourist      | Nein          | Nein          | Ja      | Nein    | Nein      | Nein      | Nein      |
| Walküre      | Ja            | Ja            | Ja      | Nein    | Nein      | Nein      | Nein      |
| Magier       | Nein          | Nein          | Ja      | Ja      | Ja        | Ja        | Ja        |

## Die Grafik
Das folgende Bild ist ein Beispiel für eine typische Spielsituation mit sog. IBMgraphics, so genannt, weil sie Zeichen aus Codepage 437, dem Standard-Zeichensatz des IBM-PCs benutzt:
Legende:
@ – Die Spielerfigur <,> – Treppe auf/ab, _ – Altar, % – etwas Essbares,
+ – Zauberbuch oder eine geschlossene Tür, / – Zauberstab, ( – Gerät, ) – Waffe,
[ – Rüstungsteil, * – (Edel)stein etc.
Das Textfeld am unteren Rand vermittelt die verschiedenen Eigenschaften des Spielcharakters:
St = Strength, Dx = Dexterity, Co = Constitution, In = Intelligence, Wi = Wisdom,
Ch = Charisma, HP = Hitpoints, Pw= MagicPower, AC = Armor-Class etc.
Dargestellt ist Lilian, eine chaotische Ork-Barbarin @, beim 32.036. Spielzug.
Sie befindet sich in „Minetown“, dem Zentrum eines Seitenarms des Dungeons, wo sie sich in einem geschlossenen Raum direkt gegenüber einem Tempel (erkennbar am Altar '_'-Symbol) aufhält.
Die in den offenen Flächen und Gängen herumliegenden Gegenstände deuten auf frühere Kämpfe hin. Kleine Räume mit Ansammlungen von Gegenständen sind häufig Ladengeschäfte.
Das folgende Bild zeigt eine Spielszene mit sogenannten Tiles (Bildkacheln):
Der Spieler hat als Walküre das Ende in den Astralen Ebenen erreicht und ist in den Status eines Halbgottes aufgestiegen, die sogenannte Ascension. Das Spiel fragt „Do you want your possessions identified?“ (deutsch: „Willst du deinen Besitz identifiziert haben?“). Ein Satz, der auch beim Ableben der Spielerfigur angezeigt wird.

## Entwicklungsgeschichte
Nach Veröffentlichung der Version 3.4.3 im Jahr 2003 erschienen 12 Jahre lang keine neuen Versionen. Erst im Dezember 2015 wurde mit NetHack 3.6 eine neue Version online gestellt.

## Andere Versionen und Benutzerschnittstellen
Da NetHack freie Software ist und damit jeder den frei verfügbaren Code verändern kann, existierten eine Reihe von Varianten und Benutzerschnittstellen.

### Deutsche Version
Die deutschsprachige Variante von NetHack heißt NetzHack. Sie wurde von ca. 2007 bis 2021 von Karl Breuer und Tony Crawford entwickelt; die aktuelle Version 2.0 basiert auf der NetHack-Version 3.6 und läuft unter unixoiden Systemen (Linux, Darwin, BSD) und Windows.
Ein paralleles Übersetzungsprojekt, Nethack-De von Patric Mueller, ist bis heute unvollständig, aber als Work-in-Progress spielbar.

### Slash'EM
Eine heute sehr beliebte NetHack-Fork ist Slash'EM (der Name ist ein Backronym für Super Lots of Added Stuff Hack – Extended Magic). Dabei handelte es sich ursprünglich um eine auf der Version 3.3.1 von NetHack basierende Modifikation, welche den SLASH-Patch von Tom Proudfoot mit dem Wizard-Patch von Larry Stewart-Zerba kombiniert. Slash'EM liegt bei der Einführung neuer Objekte und Ideen generell vor NetHack, gilt generell aber als weniger stabil und wegen der Detailfülle auch schwieriger zu erlernen. Das Spiel hat eine Zweifachlizenz, bestehend aus der MIT-Lizenz und NetHack GPL.

### Benutzerschnittstellen

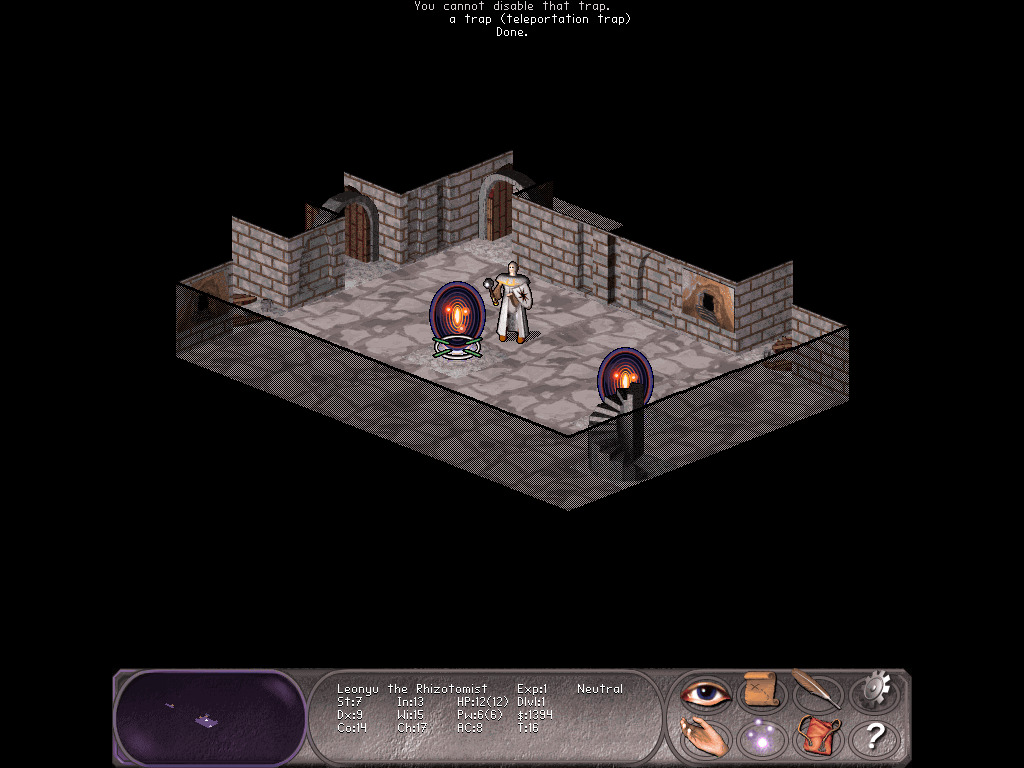
Isometrische NetHack-Variante mit Mausbedienung: Falcon’s Eye

Neben dem ursprünglichen ASCII-Modus existiert auch eine deutlich populärere Grafik-Spielform, bei der statt der ASCII-Symbole Bilder (tiles bzw. Bildkacheln) genutzt werden. Diese Optik ähnelt einer interaktiven Comic-Rollenspielwelt.
- noegnud (auch noeGNUd, rückwärts von dungeon), benutzt SDL und ist als Frontend für NetHack und Slash'EM einsetzbar
- glhack ist ein NetHack-Frontend, welches OpenGL verwendet
- nethack-el erlaubt es, in Emacs NetHack zu spielen
- Falcon’s Eye ist eine grafische Version von NetHack mit 3D-Unterstützung (wird nicht mehr entwickelt)
- Vulture (basiert auf Falcon’s Eye und löst dieses ab) ist als Frontend für NetHack (Vulture’s Eye) und Slash’EM (Vulture’s Claw) erhältlich und unterstützt 3D-Ansichten

Außerdem gibt es auch ein Frontend für Qt und Gnome.